# Barat Shakinskaya
Barat Şəkinskaya (Şuşa, 28 giugno 1914 – Baku, 14 gennaio 1999) è stata un'attrice azera.

## Biografia
Barat Shakinskaya è nata nel 1914 a Şuşa in una famiglia bey. Il nome Barat significa data da Dio, poiché venne alla luce dopo tre fratellini nati morti. Più tardi, i genitori Habib e Aghja, ebbero altri due figli, Suleyman e Sariyya.
A 13 anni frequenta la scuola femminile d'Arte Drammatica di Gäncä e nel 1935 comincia a recitare all'Accademia Statale d'Arte Drammatica.
Ha recitato in ruoli di ragazzine, ultimo dei quali nella commedia teatrale Çiçəklənən Arzular, quando aveva 37 anni.

### Vita privata
È stata sposata col regista teatrale Mehdi Məmmədov.

## Filmografia parziale
- Görüş, regia di Tofiq Tağızadə (1955)
- O olmasın, bu olsun, regia di Hüseyn Seyidzadə (1956)
- Qızmar günəş altında, regia di Lətif Səfərov (1957)
- Kölgələr sürünür, regia di İsmayıl Əfəndiyev e Şüa Şeyxov (1958)
- Qəribə əhvalat, regia di Şüa Şeyxov (1960)
- Telefonçu qız, regia di Həsən Seyidbəyli (1962)
- Evin kişisi, regia di Tofiq Tağızadə (1978)
- Onun bəlalı sevgisi, regia di Ziyafət Abbasov (1980)

## Onorificenze
- 1949: Artista del Popolo della Repubblica Socialista Sovietica Azera